# العلاقات السنغافورية الليبية
العلاقات السنغافورية الليبية هي العلاقات الثنائية التي تجمع بين سنغافورة وليبيا.

## مقارنة بين البلدين
هذه مقارنة عامة ومرجعية للدولتين:
| وجه المقارنة                                              | سنغافورة                                                             | ليبيا                                       |
| --------------------------------------------------------- | -------------------------------------------------------------------- | ------------------------------------------- |
| المساحة (كم2)                                             | 719                                                                  | 1.76 مليون                                  |
| عدد السكان (نسمة)                                         | 5.89 مليون                                                           | 6.37 مليون                                  |
| الكثافة السكانية (ن./كم²)                                 | 819.19 ألف                                                           | 3.62                                        |
| العاصمة                                                   | سنغافورة                                                             | طرابلس                                      |
| اللغة الرسمية                                             | لغة إنجليزية، اللغة الملايو، اللغة الصينية القياسية، اللغة التاميلية | اللغة العربية، اللغة العربية الفصحى الحديثة |
| العملة                                                    | دولار سنغافوري                                                       | دينار ليبي                                  |
| الناتج المحلي الإجمالي (بليون دولار)                      | 323.91 مليار                                                         | 50.98 مليار                                 |
| الناتج المحلي الإجمالي (تعادل القوة الشرائية) بليون دولار | 472.59 مليار                                                         | 69.32 مليار                                 |
| الناتج المحلي الإجمالي الاسمي للفرد دولار أمريكي          | 52.89 ألف                                                            |                                             |
| الناتج المحلي الإجمالي للفرد دولار أمريكي                 | 82.76 ألف                                                            | 15.60 ألف                                   |
| مؤشر التنمية البشرية                                      | 0.925                                                                | 0.724                                       |
| رمز المكالمات الدولي                                      | +65                                                                  | +218                                        |
| رمز الإنترنت                                              | .sg                                                                  | .ly                                         |
| المنطقة الزمنية                                           | ت ع م+08:00، توقيت سنغافورة المنسق ‏                                  | ت ع م+02:00، توقيت شرق أوروبا               |

## منظمات دولية مشتركة
يشترك البلدان في عضوية مجموعة من المنظمات الدولية، منها:
| علم المنظمة | اسم المنظمة                        | تاريخ انضمام سنغافورة | تاريخ انضمام ليبيا |
| ----------- | ---------------------------------- | --------------------- | ------------------ |
|             | مؤسسة التنمية الدولية              | 27 سبتمبر 2002        | 1 أغسطس 1961       |
|             | يونسكو                             | 8 أكتوبر 2007         | 27 يونيو 1953      |
|             | وكالة ضمان الاستثمار متعدد الأطراف | 24 فبراير 1998        | 5 أبريل 1993       |
|             | الأمم المتحدة                      | 21 سبتمبر 1965        | 14 ديسمبر 1955     |
|             | الاتحاد البريدي العالمي            | ?                     | ?                  |
|             | البنك الدولي للإنشاء والتعمير      | 3 أغسطس 1966          | 17 سبتمبر 1958     |
|             | الاتحاد الدولي للاتصالات           | 22 أكتوبر 1965        | 3 فبراير 1953      |
|             | منظمة حظر الأسلحة الكيميائية       | ?                     | ?                  |
|             | مؤسسة التمويل الدولية              | 4 سبتمبر 1968         | 18 سبتمبر 1958     |
|             | منظمة الشرطة الجنائية الدولية      | ?                     | ?                  |

## وصلات خارجية
- موقع وزارة الخارجية السنغافورية
- موقع وزارة الخارجية الليبية